# Victoria (filme)

Victoria é um filme de drama alemão de 2015 dirigido por Sebastian Schipper e estrelado por Laia Costa e Frederick Lau. É um dos poucos longa-metragem filmado em uma única tomada contínua.  Ele competiu na seção principal  do 65º Festival de Cinema Internacional de Berlim onde ganhou o Urso de Prata de Contribuição Artística Excepcional de Cinematografia. Ele recebeu o Prêmio Alemão de Cinema em seis categorias, incluindo melhor longa-metragem. Ele também foi selecionado para ser exibido na seção Apresentações Especiais do Festival Internacional de Cinema de Toronto em 2015. Ele foi um dos oito filmes pré-selecionados pela Alemanha para disputar uma vaga ao Oscar de Melhor Filme Estrangeiro no 88º Prêmios da Academia, no entanto, ele perdeu para o filme Labirinto de Mentiras, depois que ele foi desclassificado pela Academia por causa de sua alta porcentagem de diálogo em inglês.

## Sinopse
Uma imigrante jovem espanhola , Victoria (Laia Costa), que recentemente se mudou para Berlim,  aproveita a noite da cidade com uma visível carência por cumplicidade. Ela conhece quatro berlinenses, e juntos eles passam o resto da madrugada bebendo, fumando e conversando até que a companhia do grupo de rapazes se torna potencialmente perigosa.

## Elenco
- Laia Costa ... Victoria
- Frederick Lau ... Sonne
- Franz Rogowski ... Boxer
- Max Mauff ... Fuss
- Burak Yigit ... Blinker
- André Hennicke ... Andi

## Produção
O filme foi gravado em um único plano-sequência por Sturla Brandth Grøvlen entre as 4h30 até 7h00 do dia 27 de abril de 2014, nos arredores de dois bairros na região central de Berlim - Kreuzberg e Mitte. O diretor Sebastian Schipper conseguiu completar as filmagens em três tentativas. O roteiro consistia de doze páginas, com a maior parte do diálogo a ser improvisado. Para obter financiadores para o projeto Schipper prometeu entregar uma versão usando uma montagem tradicional de cenas como um "plano B" se ele não pudesse alcançar a produto final em um único take.